# Pine Air
Pine Air ist  ein census-designated place (CDP) im Palm Beach County im US-Bundesstaat Florida. Das U.S. Census Bureau hat bei der Volkszählung 2020 eine Einwohnerzahl von 2.190 ermittelt. 

## Geographie
Pine Air liegt rund 10 km südwestlich von West Palm Beach.

## Demographische Daten
Laut der Volkszählung 2010 verteilten sich die damaligen 2024 Einwohner auf 676 Haushalte. Die Bevölkerungsdichte lag bei 2409,5 Einw./km². 74,4 % der Bevölkerung bezeichneten sich als Weiße, 8,8 % als Afroamerikaner, 0,3 % als Indianer und 1,5 % als Asian Americans. 12,0 % gaben die Angehörigkeit zu einer anderen Ethnie und 2,9 % zu mehreren Ethnien an. 61,8 % der Bevölkerung bestand aus Hispanics oder Latinos.
Im Jahr 2010 lebten in 48,7 % aller Haushalte Kinder unter 18 Jahren sowie 16,8 % aller Haushalte Personen mit mindestens 65 Jahren. 74,6 % der Haushalte waren Familienhaushalte (bestehend aus verheirateten Paaren mit oder ohne Nachkommen bzw. einem Elternteil mit Nachkomme). Die durchschnittliche Größe eines Haushalts lag bei 3,21 Personen und die durchschnittliche Familiengröße bei 3,50 Personen.
31,5 % der Bevölkerung waren jünger als 20 Jahre, 30,6 % waren 20 bis 39 Jahre alt, 27,2 % waren 40 bis 59 Jahre alt und 10,7 % waren mindestens 60 Jahre alt. Das mittlere Alter betrug 33 Jahre. 52,4 % der Bevölkerung waren männlich und 47,6 % weiblich.
Das durchschnittliche Jahreseinkommen lag bei 35.673 $, dabei lebten 13,9 % der Bevölkerung unter der Armutsgrenze.